# Parascudderia dohrni
Parascudderia dohrni är en insektsart som beskrevs av Brunner von Wattenwyl 1891. Parascudderia dohrni ingår i släktet Parascudderia och familjen vårtbitare. Inga underarter finns listade i Catalogue of Life.